# Puchar EHF piłkarzy ręcznych 2015/2016 – faza grupowa

## Format

### Koszyki
16 drużyn, które awansowało z fazy kwalifikacyjnej, zostało podzielonych na 4 koszyki.
| Koszyk 1                                                       | Koszyk 2                                                                   | Koszyk 3                                                 | Koszyk 4                                                                        |
| -------------------------------------------------------------- | -------------------------------------------------------------------------- | -------------------------------------------------------- | ------------------------------------------------------------------------------- |
| Chambéry Savoie Handball SKA Mińsk Limburg Lions BM Granollers | Team Tvis Holstebro SC Magdeburg Bjerringbro-Silkeborg Helvetia Anaitasuna | HBC Nantes Dinamo Bukareszt Ystad IF HF Pfadi Winterthur | Frisch Auf! Göppingen Aalborg Håndbold CSM Bukareszt Saint-Raphaël Var Handball |

### Losowanie
Losowanie fazy grupowej odbyło się 3 grudnia 2015 w Wiedniu i  zostały utworzone 4 grupy.

### Grupa A
| Lp. | Drużyna          | M | Mecze | Mecze | Mecze | Bramki | Bramki | Bramki | Pkt |
| Lp. | Drużyna          | M | W     | R     | P     | +      | −      | +/−    | Pkt |
| --- | ---------------- | - | ----- | ----- | ----- | ------ | ------ | ------ | --- |
| 1.  | SC Magdeburg     | 6 | 4     | 0     | 2     | 184    | 162    | +22    | 8   |
| 2.  | BM Granollers    | 6 | 3     | 1     | 2     | 172    | 165    | +7     | 7   |
| 3.  | Dinamo Bukareszt | 6 | 2     | 1     | 3     | 166    | 181    | −15    | 5   |
| 4.  | Aalborg Håndbold | 6 | 1     | 2     | 3     | 147    | 161    | −14    | 4   |

| Gospodarz \ Gość | GRA   | MAG   | BUC   | AAB   |
| BM Granollers    |       | 34:29 | 28:29 | 24:24 |
| SC Magdeburg     | 32:28 |       | 39:22 | 25:19 |
| Dinamo Bukareszt | 26:27 | 33:34 |       | 28:25 |
| Aalborg Håndbold | 25:31 | 26:25 | 28:28 |       |

| 14 lutego 2016 | BM Granollers | 28:29   | Dinamo Bukareszt                  |                                                                              |
| 12:30          | Sole Sala 10  | (20:13) | 5 Pierre Ragot · 5 Ciprian Sandru | Palau D'Esports, Granollers Widzów: 1350 Sędzia: Fabian Baumgart Sascha Wild |
| 12:30          | 2× · 3×       | (20:13) | 4× · 3×                           | Palau D'Esports, Granollers Widzów: 1350 Sędzia: Fabian Baumgart Sascha Wild |

| 14 lutego 2016 | SC Magdeburg   | 25:19  | Aalborg Håndbold                     |                                                                      |
| 17:00          | Robert Weber 6 | (12:9) | 4 Christian Jensen · 4 Martin Larsen | GETEC Arena, Magdeburg Widzów: 3481 Sędzia: Péter Herczeg Péter Südi |
| 17:00          | 3× · 3×        | (12:9) | 3× · 3×                              | GETEC Arena, Magdeburg Widzów: 3481 Sędzia: Péter Herczeg Péter Südi |

| 20 lutego 2016 | Aalborg Håndbold   | 25:31   | BM Granollers            |                                                                      |
| 15:00          | Christian Jensen 6 | (11:15) | 7 Guilherme Valadão Gama | Aalborg Øst, Aalborg Widzów: 3915 Sędzia: Arthur Brunner Morad Salah |
| 15:00          | 3× · 3×            | (11:15) | 3× · 3×                  | Aalborg Øst, Aalborg Widzów: 3915 Sędzia: Arthur Brunner Morad Salah |

### Grupa B
| Lp. | Drużyna               | M | Mecze | Mecze | Mecze | Bramki | Bramki | Bramki | Pkt |
| Lp. | Drużyna               | M | W     | R     | P     | +      | −      | +/−    | Pkt |
| --- | --------------------- | - | ----- | ----- | ----- | ------ | ------ | ------ | --- |
| 1.  | HBC Nantes            | 6 | 5     | 0     | 1     | 176    | 151    | +25    | 10  |
| 2.  | Frisch Auf! Göppingen | 6 | 4     | 0     | 2     | 198    | 161    | +37    | 8   |
| 3.  | Team Tvis Holstebro   | 6 | 3     | 0     | 3     | 167    | 180    | −13    | 6   |
| 4.  | Limburg Lions         | 6 | 0     | 0     | 6     | 154    | 203    | −49    | 0   |

| Gospodarz \ Gość      | LLI   | HOL   | NAN   | FAG   |
| Limburg Lions         |       | 29:31 | 26:33 | 31:40 |
| Team Tvis Holstebro   | 29:24 |       | 27:28 | 34:31 |
| HBC Nantes            | 30:24 | 32:23 |       | 27:24 |
| Frisch Auf! Göppingen | 40:20 | 36:23 | 27:26 |       |

### Grupa C
| Lp. | Drużyna                    | M | Mecze | Mecze | Mecze | Bramki | Bramki | Bramki | Pkt |
| Lp. | Drużyna                    | M | W     | R     | P     | +      | −      | +/−    | Pkt |
| --- | -------------------------- | - | ----- | ----- | ----- | ------ | ------ | ------ | --- |
| 1.  | Bjerringbro-Silkeborg      | 6 | 4     | 1     | 1     | 168    | 155    | +13    | 9   |
| 2.  | Saint-Raphaël Var Handball | 6 | 3     | 1     | 2     | 165    | 165    | 0      | 7   |
| 3.  | Pfadi Winterthur           | 6 | 1     | 2     | 3     | 160    | 162    | −2     | 4   |
| 4.  | SKA Mińsk                  | 6 | 2     | 0     | 4     | 169    | 180    | −11    | 4   |

| Gospodarz \ Gość           | SKA   | BSV   | WIN   | SRA   |
| SKA Mińsk                  |       | 28:25 | 31:27 | 31:33 |
| Bjerringbro-Silkeborg      | 32:26 |       | 27:27 | 31:26 |
| Pfadi Winterthur           | 32:24 | 25:28 |       | 21:24 |
| Saint-Raphaël Var Handball | 31:29 | 23:25 | 28:28 |       |

### Grupa D
| Lp. | Drużyna                  | M | Mecze | Mecze | Mecze | Bramki | Bramki | Bramki | Pkt |
| Lp. | Drużyna                  | M | W     | R     | P     | +      | −      | +/−    | Pkt |
| --- | ------------------------ | - | ----- | ----- | ----- | ------ | ------ | ------ | --- |
| 1.  | Chambéry Savoie Handball | 6 | 4     | 2     | 0     | 161    | 141    | +20    | 10  |
| 2.  | Ystad IF HF              | 6 | 3     | 1     | 2     | 159    | 167    | −8     | 7   |
| 3.  | CSM Bukareszt            | 6 | 1     | 3     | 2     | 152    | 156    | −4     | 5   |
| 4.  | Helvetia Anaitasuna      | 6 | 1     | 0     | 5     | 150    | 158    | −8     | 2   |

| Gospodarz \ Gość         | CHA   | ANA   | YST   | CSB   |
| Chambéry Savoie Handball |       | 26:23 | 32:22 | 23:23 |
| Helvetia Anaitasuna      | 22:28 |       | 22:23 | 28:22 |
| Ystad IF HF              | 26:27 | 32:31 |       | 29:28 |
| CSM Bukareszt            | 25:25 | 27:24 | 27:27 |       |